# منطقه اقتصادی مرکزی سیاه زمین
منطقه اقتصادی مرکزی سیاه زمین (روسی: Центра́льно-Чернозёмный экономи́ческий райо́н) یکی از دوازده منطقه اقتصادی روسیه است.